# Dead or alive 2: Sangre yakuza
Dead or Alive 2: Sangre Yakuza (en japonés: DEAD OR ALIVE 2 逃亡者, Dead or Alive 2: Tōbōsha?) también conocida por Dead or Alive II o Dead or Alive 2: Birds y abreviado como DOA2, es una película de acción japonesa del año 2000 dirigida por Takashi Miike. Dead or alive 2, es parte de una trilogía anómala, ya que las películas están unidas entre sí únicamente por los actores principales, mientras que las historias son totalmente diferentes. Las otras películas de la trilogía son: Dead or Alive I (Dead or Alive) de 2000 y Dead or Alive III: Duelo Final (Dead or Alive: Final) de 2002, ambas dirigidas por Takashi Miike.

## Argumento
Mizuki se está preparando para cometer un asesinato. Su acción, sin embargo, es anticipada por Shuichi, quien mata a sangre fría a un grupo yakuza. Al regresar a su base de operaciones, miente diciendo que fue el quien lo hizo y recoge el dinero del contratista. Ya con el dinero, Mizuki se dirige a la isla donde pasó su infancia a visitar el orfanato en el que se crio. Y en aquel lugar se reencuentra con Shuichi y descubre que es su mejor amigo de la infancia. Allí los dos se encuentran con otro amigo, Kōhei, ahora casado y esperando un hijo. Juntos reconstruyen los recuerdos del pasado. Mizuki propone entonces un extraño plan a Shuichi: llevar a cabo una serie de asesinatos, y las ganancias utilizarlas para enviar medicinas a niños del Tercer Mundo. Los dos llevan a cabo esta serie de asesinatos y de repente les aparecen un par de alas sobre sus hombros, similares a las de los ángeles.

## Reparto
| Actor               | Papel                    |
| ------------------- | ------------------------ |
| Show Aikawa         | Mizuki Okamoto           |
| Riki Takeuchi       | Shuuichi Sawada          |
| Noriko Aota         | Chi, la esposa de Kōhei  |
| Edison Chen         | Boo                      |
| Ken'ichi Endô       | Kōhei                    |
| Hiroko Isayama      | Mujer con sombrero negro |
| Masato              | Hoo                      |
| Yuichi Minato       | Jefe del orfanato        |
| Ren Osugi           | El padrastro de Mizuki   |
| Manzô Shinra        | Hermano mayor, Toshi     |
| Tomorowo Taguchi    | Hombre con telescopio    |
| Teah                | Woo                      |
| Toru Tezuka         | Teru, informante         |
| Shinya Tsukamoto    | El mago Higashino        |
| Yoshiyuki Yamaguchi | Jirô                     |
| Hidetaka Hisano     | Mizuki de niño           |
| Fumito Moriwaki     | Shu en su infancia       |

## Otros créditos
- Productor ejecutivo: Mitsuru Kurosawa (Toei Video) y Tsutomu Tsuchikawa (Daiei)
- Productores: Yoshihiro Masuda (Daiei) y Makoto Okada (Toei Video)
- Productor asociado: Toshiki Kimura: (Excellent Film)
- Planificación: Ken Takeuchi.
- Diseñador de producción (arte): Akira Ishige.
- Sonido: Mitsugu Shiratori.
- Iluminación: Toshihiro Seino.
- Banda sonora original: Culture Publications.[5]
- Cooperación: Oki Tourism Association.
- Cooperación de producción: Excellent Film.

## Lanzamiento
Dead or Alive 2: Sangre Yakuza se estrenó en cines de Japón el 2 de diciembre de 2000. Fue lanzada en Japón en VHS editado por Daiei Co y Toei Video Company, y distribuido por Toei Company, y en DVD publicado y distribuido por 
Toei. También fue lanzada en VHS, DVD y Blu-ray en numerosos países, siempre con algún extra. En España fue lanzada en DVD por Cameo Media en 2005. 
En 2017, Arrow Video, editó una versión en DVD y Blu-ray llamada Dead or Alive Trilogy, que contiene las tres partes de la de la trilogía Dead or Alive, además de múltiples extras.

## Recepción
En Midnight Eye visions of japanese cinema, Tom Mes, crítico de cine y escritor, con dos libros editados sobre Takashi Miike, comento: «Pero a pesar de todas sus diferencias, DOA 2 sigue siendo una verdadera continuación de Dead or Alive. Aparte de las numerosas referencias visuales a la primera parte, existe la sensación de que esta historia se desarrolla en el mismo universo, donde se aplican las mismas reglas de lógica y donde lo imposible no es exactamente eso.
Dado el cambio de ritmo que supone, el mayor obstáculo de DOA 2 serán las expectativas de su audiencia. Mucha gente llegará a esto con la esperanza de ver otra saga criminal desgarradora. Probablemente se irán decepcionados. Quienes estén dispuestos a juzgar esta película por sus propios méritos, sin embargo, encontrarán un pequeño tesoro. Que Miike nos los presente durante muchos años más».
En una reseña para The Asian Cinema Critic, Siibillamlaw, comentó: «Así que Dead or Alive 2 es una mezcla de cosas. Es sin duda la más madura y mejor hecha de la trilogía y es una película muy accesible para aquellos que no están 100% adaptados a la ecléctica filmografía del director. No está lo suficientemente enfocada como para ser considerada una gran película, y tiene muchos ritmos predecibles, pero tiene suficiente de su típico encanto innato y de que estarás dispuesto a perdonar sus fallas».
Henry McKeand en una reseña para Asian Movie Pulse, escribió: «Se ha dicho que “Dead or Alive 2” se siente como la versión de Miike al estilo Takeshi Kitano. DOA2 combina un gentil drama humano con su estilo especial de imágenes extremas para crear una sorprendente obra maestra del nuevo milenio. Su inclinación habitual por el CGI llamativo y los chistes visuales inmaduros es tan fuerte como siempre, pero rara vez ha sido tan deliberado y sensible en su enfoque. En lugar de optar por el valor impactante, “DOA2” utiliza toda su locura para aumentar una historia simple sobre el redescubrimiento de tu verdadero yo y cómo afrontar una vida sin rumbo. Mientras los protagonistas luchan desesperadamente por recuperar su humanidad, el mismo cometa cegador de la primera escena se cierne sobre sus cabezas. ¿Es un presagio de un cambio sanador o su presencia nos dice que es demasiado tarde para revertir los pecados del pasado? La tarjeta de texto final pregunta "¿A dónde vas?" y la respuesta parece difícil de alcanzar. El año 2000 rara vez se sintió tan profundo».